# Ronald Keeble
Ronald Keeble, né le 14 juin 1941 à Londres, est un coureur cycliste britannique. Il a notamment été médaillé de bronze de la poursuite par équipes (en) aux Jeux olympiques de 1972.

## Palmarès

### Jeux olympiques
- Mexico 1968
  - Quart de finaliste de la poursuite par équipes (en)
- Munich 1972
  -  Médaillé de bronze de la poursuite par équipes (en)

### Championnats nationaux
- 1977
  -  Champion de Grande-Bretagne de poursuite par équipes
- 1979
  -  Champion de Grande-Bretagne de poursuite par équipes